# Wiesbaden-Biebrich
Biebrich, una de las zonas más antiguas de la ciudad alemana de Wiesbaden, que constituye un barrio ubicado al sur de la ciudad. Tiene 37.500 habitantes y un área de 13 km². Alberga el Castillo de Biebrich, la antigua residencia de los duques de Nassau. Biebrich se integró a Wiesbaden en 1926. Biebrich está situado a orillas del Rin.